# Confine tra Burkina Faso e Mali
Il confine tra il Burkina Faso e il Mali ha una lunghezza di 1325 km e va dal triplice confine con la Costa d'Avorio, a ovest, fino al triplice confine con il Niger a est.

## Descrizione
Il confine inizia a ovest al triplice confine con la Costa d'Avorio sul fiume Léraba. Il punto più alto del Burkina Faso, il Monte Tenakourou, si trova a meno di 3 km dal confine da quest'area. Procede poi verso nord attraverso una serie di sezioni fluviali e terrestri più piccole, prima di raggiungere il fiume Ngorolaka. Il confine segue quindi quest'ultimo fiume a est, per poi proseguire verso nord-est, utilizzando varie sezioni terrestri e fluviali come il fiume Sourou, prima di raggiungere il triplice confine con il Niger.

## Storia
Con la Spartizione dell'Africa nel 1880, la Francia aveva acquisito il controllo della valle superiore del fiume Niger (più o meno equivalente alle aree attuali del Mali e del Niger). La Francia occupò quest'area nel 1900 e il Mali (allora indicato come Sudan francese) fu originariamente incluso, insieme al Niger e al Burkina Faso, all'interno della colonia dell'Alto Senegal e del Niger e divenne una regione costituente della colonia federale dell'Africa Occidentale Francese (Afrique occidentale française, abbreviato AOF).
Le divisioni interne nell'AOF crearono diversi cambiamenti durante la sua esistenza; gli attuali territori di Mali, Niger e Burkina Faso erano inizialmente uniti come l'Alto Senegal e del Niger, con il Niger che costituiva un territorio militare governato dalla città di Zinder. Il territorio militare del Niger venne suddiviso nel 1911, diventando una colonia separata nel 1922, e il Mali e l'Alto Volta (Burkina Faso) furono costituite come colonie separate nel 1919. Durante il periodo 1932-47 l'Alto Volta fu smembrato e il suo territorio fu diviso tra il Sudan francese, il Niger e la Costa d'Avorio. La data precisa in cui venne tracciato il confine tra il Mali e l'Alto Volta sembra essere incerta, anche se si pensa che sia stato creato al momento dell'istituzione formale dell'Alto Volta nel 1919.
Con la crescita del movimento per la decolonizzazione nell'epoca successiva alla seconda guerra mondiale, la Francia concesse gradualmente più diritti politici e rappresentanza per le proprie colonie dell'Africa subsahariana, arrivando alla concessione di un'ampia autonomia interna all'Africa occidentale francese nel 1958 nel quadro della Comunità francese. Infine, nel 1960, sia il Mali che l'Alto Volta (ribattezzato Burkina Faso nel 1984) ottennero l'indipendenza e la loro reciproca frontiera divenne internazionale tra due stati.
Poiché la delimitazione precisa sul terreno del confine era spesso poco chiara, i due stati decisero nel 1968 di istituire una commissione congiunta per esaminare la demarcazione. Poiché la commissione non riuscì a raggiungere un accordo reciprocamente soddisfacente, iniziarono a salire le tensioni tra i due stati, in particolar modo sulla sezione più orientale del confine nota come Striscia di Agacher, area ritenuta ricca di minerali. I combattimenti scoppiarono verso la fine del 1974 e continuarono nel nuovo anno, prima dell'entrata in vigore di un cessate il fuoco promosso dall'Organizzazione dell'unità africana in base al quale entrambi gli Stati accettarono di istituire una commissione tecnica per risolvere pacificamente la controversia. Le tensioni aumentarono nuovamente, soprattutto dopo che il presidente burkinabè Thomas Sankara prese il potere nell'Alto Volta nel 1982. I combattimenti scoppiarono nel 1985 nella cosiddetta Guerra di Natale. Fu dichiarato un cessate il fuoco e il caso venne deferito alla Corte internazionale di giustizia, che nel 1986 divise il territorio conteso quasi equamente tra i due stati.
Negli anni più recenti il confine è diventato insicuro a causa delle ricadute della guerra in Mali.

## Insediamenti vicino al confine

### Burkina Faso
- Koloko
- Ngorouerla
- Dan Maissara
- Faramana
- Tassila
- Ben
- Bangassi
- Kolokan
- Vouoro
- Illa
- Que
- Tiao
- Dounkou
- Nohoro
- Loroni
- Soro
- Sindio
- Tou
- Petegoli
- Diguel

### Mali
- Loulouni
- Mandela
- Mahou
- Gbangan
- Lonha
- Mafune
- Wanian
- Bénéna
- Koula
- Yehere
- Nioukoundara
- Ouankoro
- Kare
- Bai
- Ombo
- Tongore
- Sobangouma
- Batou
- Yoro
- Dionouga
- Douna